# 가은중학교
가은중학교(加恩中學校)는 대한민국 경상북도 문경시 가은읍 왕능리에 있는 공립 중학교이다.

## 학교 연혁
- 1953년 4월 8일 : 가은중학교 설립 인가
- 1960년 2월 18일 : 공립 전환 인가 (9학급)
- 1960년 7월 5일 : 초대 여규만 교장 취임
- 1971년 1월 29일 : 학급 증설 인가 (21학급)
- 1989년 3월 1일 : 중· 고 분리
- 1998년 3월 1일 : 중· 고 통합
- 2015년 11월 14일 : 다목적 강당(수신관) 개관 및 급식실 건립
- 2021년 9월 1일 : 제27대 홍성백 교장 취임
- 2023년 2월 8일 : 제70회 졸업식 17명 졸업(누계 졸업생 10,755명)
- 2023년 3월 2일 : 입학 29명

## 참고 자료
- 가은중학교 - 한국교육학술정보원 학교알리미